# 第18回エンパイア賞
第18回エンパイア賞（ジェイムソン・エンパイア賞）は、2012年の映画を対象としており、2013年3月24日に結果が発表された。
授賞式の様子は2013年3月30日にスカイ・ムービーズで特別ハイライト番組として放送された。
以下はノミネートの全リストである。太字は受賞者である。

## ノミネート

### 作品賞
- 『007 スカイフォール』
  - 『ジャンゴ 繋がれざる者』
  - 『ホビット 思いがけない冒険』
  - 『ダークナイト ライジング』
  - 『アベンジャーズ』

### 英国作品賞
- 『サイトシアーズ 殺人者のための英国観光ガイド（英語版）』
  - 『ジャッジ・ドレッド』
  - 『ウーマン・イン・ブラック 亡霊の館』
  - 『レ・ミゼラブル』
  - 『007 スカイフォール』

### コメディ賞
- 『テッド』
  - 『ムーンライズ・キングダム』
  - 『21ジャンプストリート』
  - 『世界にひとつのプレイブック』
  - 『ザ・パイレーツ! バンド・オブ・ミスフィッツ』

### ホラー賞
- 『ウーマン・イン・ブラック 亡霊の館』
  - 『サイトシアーズ 殺人者のための英国観光ガイド（英語版）』
  - 『フッテージ』
  - 『ダーク・シャドウ』
  - 『キャビン』

### SFファンタジー賞
- 『ホビット 思いがけない冒険』
  - 『LOOPER/ルーパー』
  - 『アベンジャーズ』
  - 『プロメテウス』
  - 『ジャッジ・ドレッド』

### スリラー賞
- 『ヘッドハンター』
  - 『007 スカイフォール』
  - 『アルゴ』
  - 『ザ・レイド』
  - 『ゼロ・ダーク・サーティ』

### 男優賞
- マーティン・フリーマン - 『ホビット 思いがけない冒険』
  - クリストフ・ヴァルツ - 『ジャンゴ 繋がれざる者』
  - ダニエル・デイ＝ルイス - 『リンカーン』
  - ダニエル・クレイグ - 『007 スカイフォール』
  - ロバート・ダウニー・Jr - 『アベンジャーズ』

### 女優賞
- ジェニファー・ローレンス - 『ハンガー・ゲーム』
  - アン・ハサウェイ - 『ダークナイト ライジング』
  - ジュディ・デンチ - 『007 スカイフォール』
  - ジェシカ・チャステイン - 『ゼロ・ダーク・サーティ』
  - ナオミ・ワッツ - 『インポッシブル』

### 監督賞
- サム・メンデス - 『007 スカイフォール』
  - ジョス・ウィードン - 『アベンジャーズ』
  - クリストファー・ノーラン - 『ダークナイト ライジング』
  - クエンティン・タランティーノ - 『ジャンゴ 繋がれざる者』
  - ピーター・ジャクソン - 『ホビット 思いがけない冒険』

### 3D賞
- 『ジャッジ・ドレッド』 
  - 『ライフ・オブ・パイ/トラと漂流した227日』
  - 『ホビット 思いがけない冒険』
  - 『アベンジャーズ』
  - 『プロメテウス』

### 新人男優賞
- トム・ホランド - 『インポッシブル』
  - ドーナル・グリーソン - 『アンナ・カレーニナ』
  - スラージ・シャルマ -  『ライフ・オブ・パイ/トラと漂流した227日』
  - レイフ・スポール - 『ライフ・オブ・パイ/トラと漂流した227日』
  - スティーヴ・オラム - 『サイトシアーズ 殺人者のための英国観光ガイド』

### 新人女優賞
- サマンサ・バークス - 『レ・ミゼラブル』
  - アリシア・ヴィキャンデル - 『アンナ・カレーニナ』
  - クヮヴェンジャネ・ウォレス -  『ハッシュパピー 〜バスタブ島の少女〜』
  - アリス・ロウ - 『サイトシアーズ 殺人者のための英国観光ガイド』
  - ホリデイ・グレインジャー - Great Expectations

### ダン・イン・60セカンズ賞
- フィリップ・アスキンズ - 『ブレードランナー』のアニメーション [10]

### 特別賞

#### エンパイア・ヒーロー賞
- ダニエル・ラドクリフ [11]

#### インスピレーション賞
- サム・メンデス [12]

#### アイコン賞
- ヘレン・ミレン [13]